# 쓰다 마리나
츠다 마리나(津田 麻莉奈, 1987년 6월 6일 - )는 일본의 여성 아이돌 그룹 SDN48의 전 멤버이다. 나라현 나라시 출신. 호리프로 소속.

## 참가 유닛곡
싱글 CD 참가곡
1. 고독의 러너(孤独なランナー)
2. 사도에 건넌다(佐渡へ渡る) - 언더걸즈 B 명의
3. 아와지 섬의 양파(淡路島のタマネギ) - 언더걸즈 B 명의
4. MIN・MIN・MIN
5. 감자탕 모정(カムジャタン慕情) - 언더걸즈 A 명의
6. 쿠리쿠리(クリクリ) - 언더걸즈 A 명의
7. 끝나지 않는 앵콜(終わらないアンコール)

SDN48 1st Stage 2기생 「유혹의 카터(誘惑のガーター)」공연
1. Black boy
2. 말괄량이 레이디(じゃじゃ馬レディー)